# Samak Sundaravej

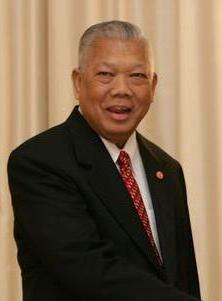
Samak Sundaravej (2008)

Samak Sundaravej (thailändisch: สมัคร สุนทรเวช, RTGS: Samak Sunthorawet; Aussprache: [sàmàk sǔntʰɔráwêːt]; * 13. Juni 1935 in Bangkok; † 24. November 2009 ebenda) war ein thailändischer Politiker. Von Januar bis September 2008 war er Ministerpräsident des Landes.
Mitte der 1970er-Jahre war Samak der bekannteste Vertreter des rechten Flügels der Demokratischen Partei und eine Schlüsselfigur des ultraroyalistischen Lagers in der thailändischen Politik. Von 1976 bis 1977 war er Innenminister. 1979 gründete er die rechtspopulistische Thailändische Bürgerpartei, der er bis 2000 vorstand. Zeitweilig war er in verschiedenen Positionen Regierungsmitglied, unter anderem 1992 und 1995 bis 1997 als stellvertretender Ministerpräsident. Von 2000 bis 2004 war er direkt gewählter Gouverneur von Bangkok. Im August 2007 wurde er Vorsitzender der neu gegründeten Partei der Volksmacht (PPP) und nach deren Wahlsieg im Dezember 2007 Chef einer Koalitionsregierung. Nach wochenlangen Protesten gegen Samaks Regierung wurde er am 9. September 2008 vom Verfassungsgericht wegen einer verfassungswidrigen Nebentätigkeit abgesetzt.

## Herkunft und Ausbildung
Samak Sundaravej kam aus einer chinesischstämmigen Aristokratenfamilie. Sein Großvater war Leibarzt des Königs Rama VI. (Vajiravudh), sein Vater hoher Beamter in der königlichen Regierung. Trotz dieser vornehmen Herkunft hatte der vierschrötige Samak ein sehr volkstümliches, fast schon bäurisches Auftreten. Auch später als Berufspolitiker behielt er die Angewohnheit, jeden Sonntagmorgen selbst auf den Markt zu gehen, die Ware an den Fisch- und Gemüsestanden zu probieren und zu kommentieren. Er schloss ein Jurastudium an der Thammasat-Universität ab. Anschließend setzte er seine Studien an der Chulalongkorn-Universität und dem US-amerikanischen Bryant & Stratton College fort. Bereits als Student erwarb er sich einen Ruf als begabter Redner. Während seiner ganzen politischen Karriere war er für seine sehr direkte, unverblümte Sprache bekannt, die auch oftmals in wütende Ausfälle umschwang.

## Politisches Leben

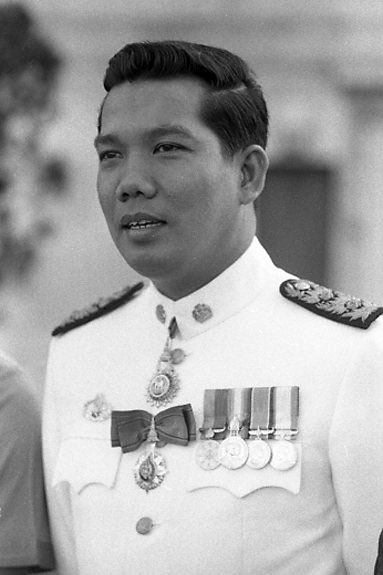
Innenminister Samak Sundaravej (ca. 1976)

1968 trat Samak der Demokratischen Partei bei. 1973 wurde er zum ersten Mal ins Parlament gewählt. In den folgenden Jahren, während Indochina unter kommunistische Herrschaft geriet, war Thailand zwischen linken und rechten Aktivisten gespalten. Samak wurde zum Hoffnungsträger der rechten Ultramonarchisten. Er wurde von Kreisen im Militär unterstützt, die mit der nachgiebigen Haltung des Ministerpräsidenten Kukrit Pramoj gegenüber den Linken und dessen Drängen auf einen schnellen Abzug amerikanischer Truppen aus Thailand unzufrieden waren. Im April 1976 trat er im gleichen Wahlkreis wie der amtierende Premier Kukrit Pramoj an und gewann.
Samak wurde zum Anführer des rechten Flügels der Demokratischen Partei und stellvertretender Innenminister im kurzlebigen Kabinett von Seni Pramoj. Er kritisierte seinen Parteivorsitzenden und Regierungschef Seni offen und löste ständige interne Streitigkeiten mit dem liberalen und moderaten Flügel in der Demokratischen Partei aus. So schwächte er die ohnehin schon labile Führung Senis und die Stabilität der zivilen Regierung. Samak hatte eine Radiosendung beim Armeesender, in der er gegen die Studentenbewegung agitierte. Politische Gegner verunglimpfte er als Kommunisten und „Straßengangster“. Manche interpretierten seine verbalen Angriffe als Aufruf zur Gewalt gegen politisch aktive Studenten. Am 6. Oktober 1976 gingen Polizei und bewaffnete „Hilfstruppen“ gegen demonstrierende Studenten der Thammasat-Universität vor und massakrierten wenigstens 46 von ihnen. Kurz danach wurde Samak Innenminister einer vom Militär eingesetzten Regierung und verschärfte in dieser Position den Kampf gegen die Studenten und linke Aktivisten, Intellektuelle und Schriftsteller, die er massenweise verhaften ließ.
Nach dem Militärputsch von General Kriangsak Chomanan im September 1977 sowie in den relativ ruhigen Folgejahren verschwand Samak als Führer seiner rechtspopulistischen Prachakon-Thai-Partei weitgehend aus den Schlagzeilen. Von 1983 bis 1986 und von 1990 bis 1991 war er Verkehrsminister unter den Regierungschefs Prem Tinsulanonda und Chatichai Choonhavan. Als General Suchinda Kraprayoon nach einem weiteren Militärcoup 1992 eine Regierung bildete, spielte Samak Sundaravej als Vizepremierminister wieder eine zentrale politische Rolle. In dieser Position unterstützte er den Versuch der Regierung, Straßenproteste der Demokratiebewegung mit Hilfe der Armee blutig niederzuschlagen. Die Demonstrationen und ein Machtwort des Königs Bhumibol Adulyadej (Rama IX.) zwangen Suchinda letztlich zum Rücktritt und ermöglichten die Rückkehr zur Demokratie. Mitte der 1990er-Jahre diente Samak als Vizepremier in der Regierung von Banharn Silpa-archa, zugleich mit Thaksin Shinawatra, sowie im Kabinett von Chavalit Yongchaiyudh.
Im Juli 2000 wurde Samak zum Gouverneur von Bangkok gewählt und versprach, die Korruption zu bekämpfen. Nach vier Jahren räumte er aber ein, dass er ihr Ausmaß unterschätzt habe und dass man machtlos dagegen sei. Zur Wiederwahl trat er nicht mehr an. Noch am letzten Tag seiner Amtszeit unterschrieb er einen Vertrag mit Steyr-Daimler-Puch Spezialfahrzeug AG über den Kauf von 315 Feuerwehrfahrzeugen und 30 -booten zum Preis von 6,6 Milliarden Baht, deutlich über marktüblichen Vergleichswerten. Ein Gericht beurteilte das Geschäft später, nach Samaks Tod, als korruptionsbehaftet und verurteilte seine Witwe und Erbin Khun Ying Surat Sundaravej zur Zahlung von Schadensersatz in Höhe von 587 Millionen Baht.
Nach dem Ende seiner Amtszeit als Gouverneur wurde er Fernseh-Talkmaster und Moderator der Kochsendung Chim Pai Bon Pai („Probieren und meckern“). 2006 wurde er in den Senat gewählt, verlor seinen Sitz jedoch infolge des Militärputsches im September des gleichen Jahres. Auch nachdem er im Jahr 2007 den Vorsitz der neu gegründeten PPP übernommen hatte, bestand er darauf, seine Fernsehshow fortzuführen. Seine Partei war de facto die Nachfolgerin der nach dem Militärputsch verbotenen Partei Thai Rak Thai des entmachteten Ministerpräsidenten Thaksin Shinawatra. Thaksin war ein einstmaliger politischer Rivale Samaks und hatte sich vor einer Verurteilung zu einer Gefängnisstrafe ins Ausland abgesetzt. Eines der wichtigsten Ziele der PPP war, Thaksins Rückkehr aus dem Exil zu ermöglichen.

### Amtszeit als Ministerpräsident

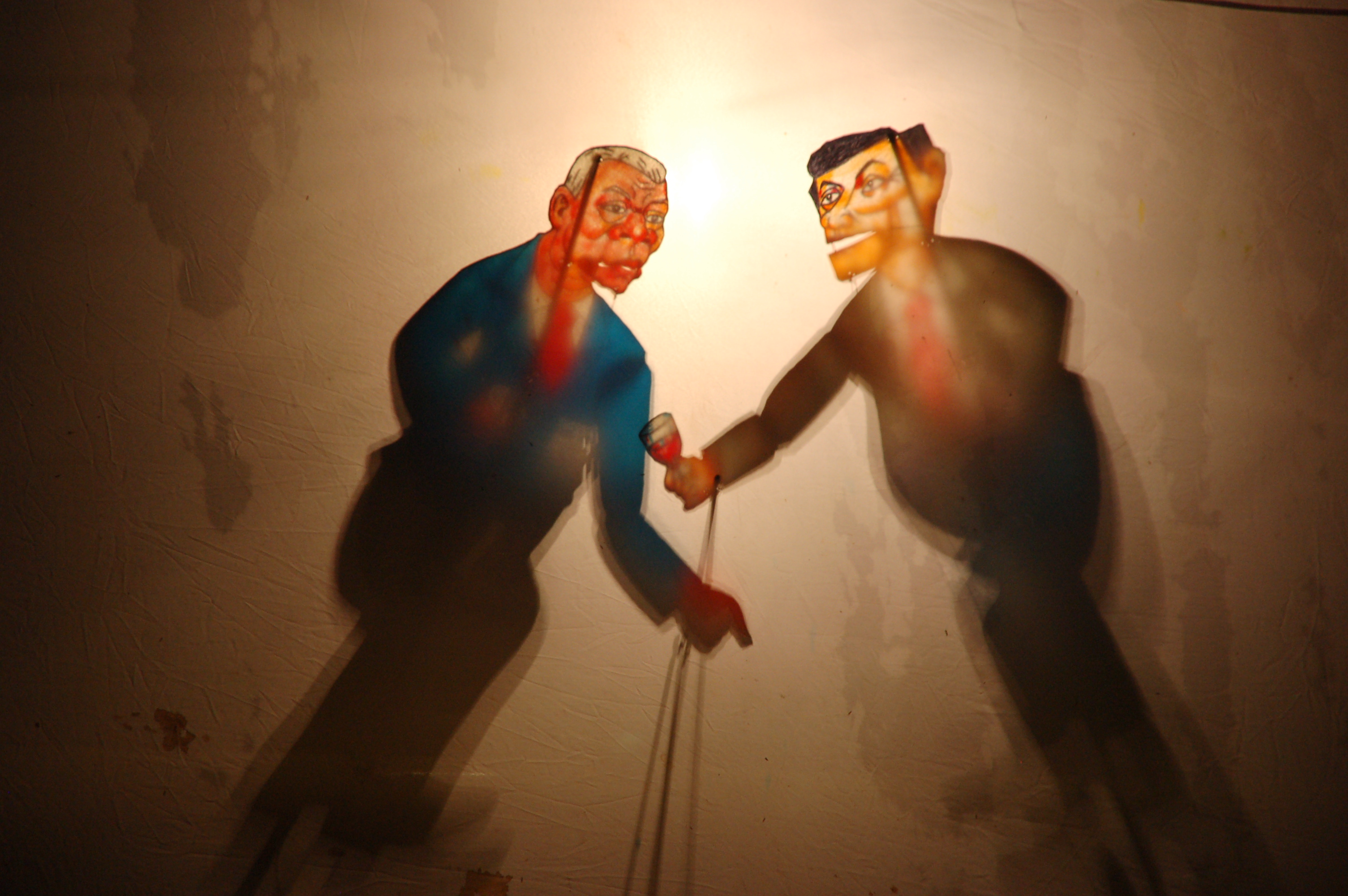
Karikaturistische Darstellung von Samak (links) und seinem vermeintlichen Hintermann Thaksin Shinawatra als Puppen in einem Schattentheaterspiel

Bei den Parlamentswahlen in Thailand vom 23. Dezember 2007 gewann die PPP die Mehrheit der Stimmen. Nach einem vorläufigen Endergebnis entfielen 228 der 480 Sitze im Repräsentantenhaus auf Samaks Partei. Damit verfehlte sie die absolute Mehrheit. Samak kündigte jedoch an, eine Koalitionsregierung bilden zu wollen. Er selbst beanspruchte das Amt des Premierministers für sich. Am 28. Januar 2008 wurde er vom thailändischen Parlament zum neuen Ministerpräsidenten gewählt. An seiner Regierung waren neben der PPP fünf weitere, kleinere Parteien beteiligt.
In einem Interview mit CNN im Februar 2008 verneinte Samak seine Beteiligung am Thammasat-Massaker 1976. Er leugnete, dass es überhaupt Massentötungen von Studenten gegeben hat. Er behauptete, dass lediglich ein Student unglücklicherweise gestorben wäre, obwohl ihm sein Gesprächspartner Dan Rivers die offizielle Opferzahl von 46 und die weitverbreitete Annahme, dass es tatsächlich noch viel mehr Tote gegeben hat, vorhielt.
Ende August 2008 kam es zu Massenprotesten der oppositionellen Volksallianz für Demokratie („Gelbhemden“) gegen Samak, bei denen der Regierungssitz (Government House) tagelang besetzt wurde. Sie warfen ihm vor, bloß ein Strohmann für den geflohenen Thaksin zu sein. Sie erhielten aufgrund der Unzufriedenheit mit den gestiegenen Verbraucherpreisen Zulauf und forderten den Rücktritt von Samaks Regierung. Außerdem wurden kurzzeitig mehrere Flughäfen und Bahnlinien blockiert und ein Fernsehsender besetzt. Anfang September 2008 kam es bei den Massenprotesten auch zu Toten und Verletzten, woraufhin der Ausnahmezustand in Bangkok ausgerufen wurde. Einen Rücktritt lehnte Samak zu diesem Zeitpunkt ab.

### Amtsenthebung
Am 9. September 2008 entschied das Verfassungsgericht, dass Samak mit seiner Nebentätigkeit als Fernsehkoch bei einem Privatsender gegen die Verfassung verstoßen habe. Unmittelbar nach der Verkündung des Urteils wurde Samak für abgesetzt erklärt. Pläne der PPP, Samak nach der Amtsenthebung als Ministerpräsidenten wiedereinzusetzen, scheiterten an dem Widerstand der Koalitionspartner, die am 12. September die Parlamentssitzung boykottierten. Die PPP erklärte daraufhin, auf eine weitere Kandidatur Samaks zu verzichten und wählte stattdessen Thaksin Shinawatras Schwager Somchai Wongsawat zu seinem Nachfolger.

### Erkrankung und Tod
Im Oktober 2008 gab Samak bekannt, dass er an Leberkrebs erkrankt war. Am Morgen des 24. November 2009 verstarb er nach einem drei Tage langen Koma im Bumrungrad-Krankenhaus in Bangkok, in dem er auch in den vorangegangenen Monaten behandelt worden war. In einem ersten kurzen Nachruf beschrieb ihn The Nation als eine der schillerndsten und umstrittensten Figuren in der thailändischen Politik.